# Miguel Primo de Rivera
Miguel Primo de Rivera y Orbaneja, známý též pouze jako Primo de Rivera, (8. ledna 1870 Jerez de la Frontera – 16. března 1930 Paříž) byl španělský generál, který v letech 1923 až 1930 vládl Španělsku jako diktátor.

## Biografie
Primo de Rivera pocházel ze španělské vojenské rodiny a sám vstoupil do španělské armády. Jako voják bojoval v koloniálních válkách na Kubě, v Maroku a na Filipínách.
Po první světové válce zastával několik významných vojenských funkcí, mimo jiné byl vojenským velitelem Valencie, Madridu či Barcelony.
V září 1923 provedl vojenský převrat a král Alfons XIII. jej uznal jako ministerského předsedu. Riverova diktatura měla konzervativní charakter, došlo k vyhlášení stanného práva a vytvoření systému jedné politické strany, kterou byla Unión Patriótica Española. Primo de Rivera se pokoušel snížit nezaměstnanost penězi vloženými do veřejných prací, ale takové vládní výdaje způsobily prudký nárůst inflace. V roce 1925 byl vyznamenán československým řádem Bílého lva.
23. ledna 1930 složil svou funkci a následně odcestoval ze Španělska. Zemřel 16. března téhož roku v Paříži. Jeho synem byl zakladatel Falangy José Antonio Primo de Rivera.

## Fotogalerie

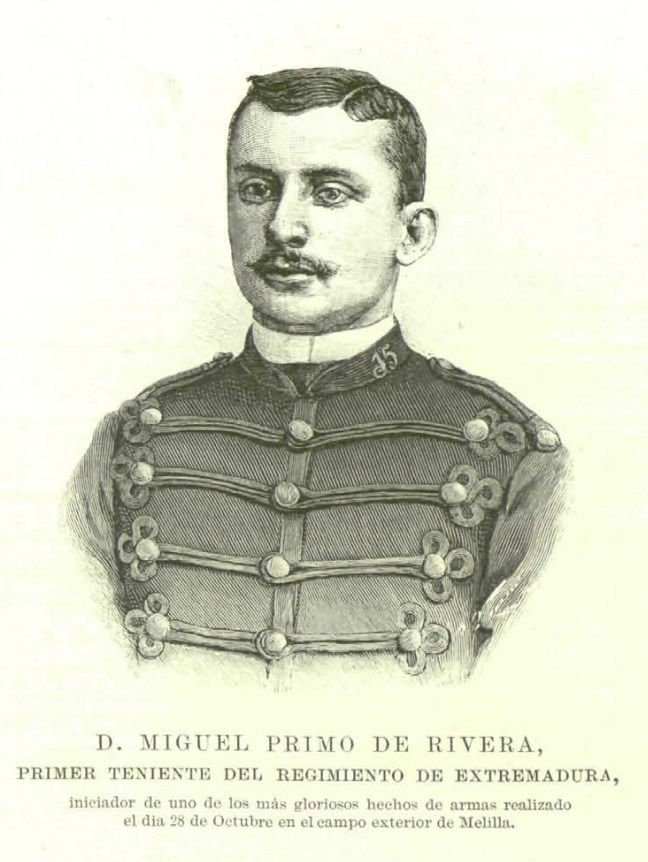
Miguel Primo de Rivera
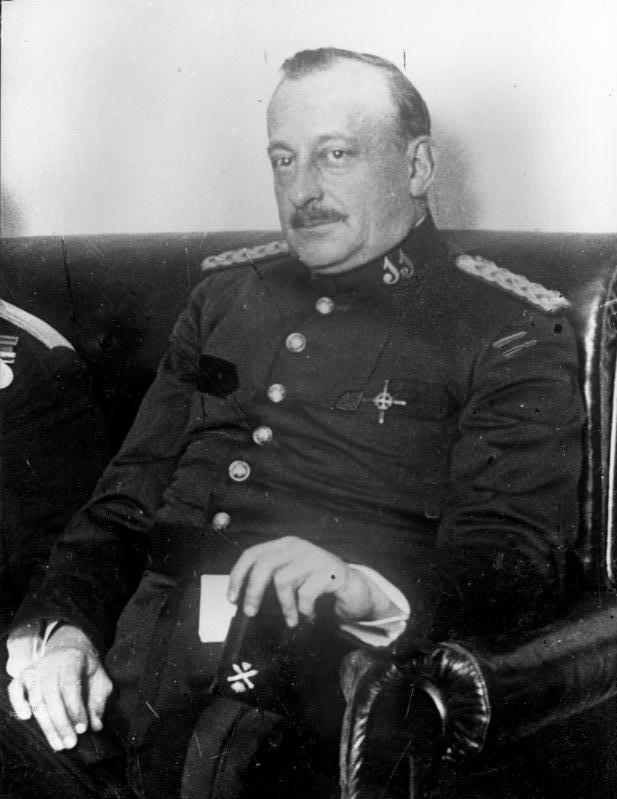
Miguel Primo de Rivera
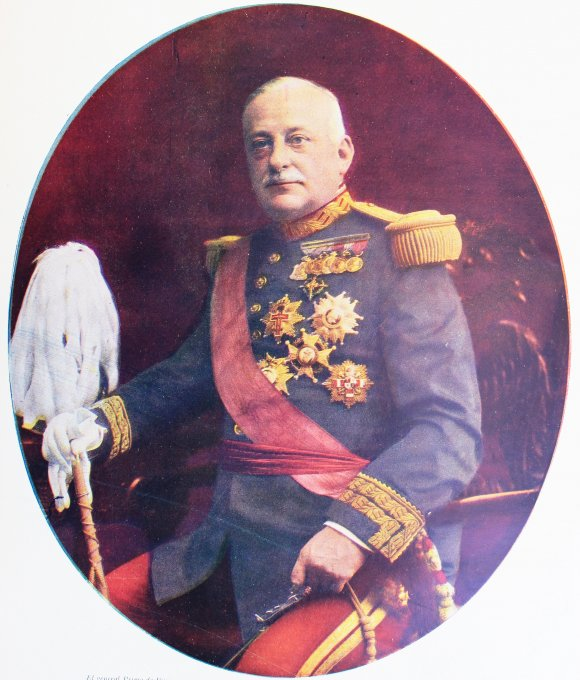
Miguel Primo de Rivera
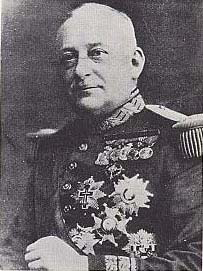
Miguel Primo de Rivera
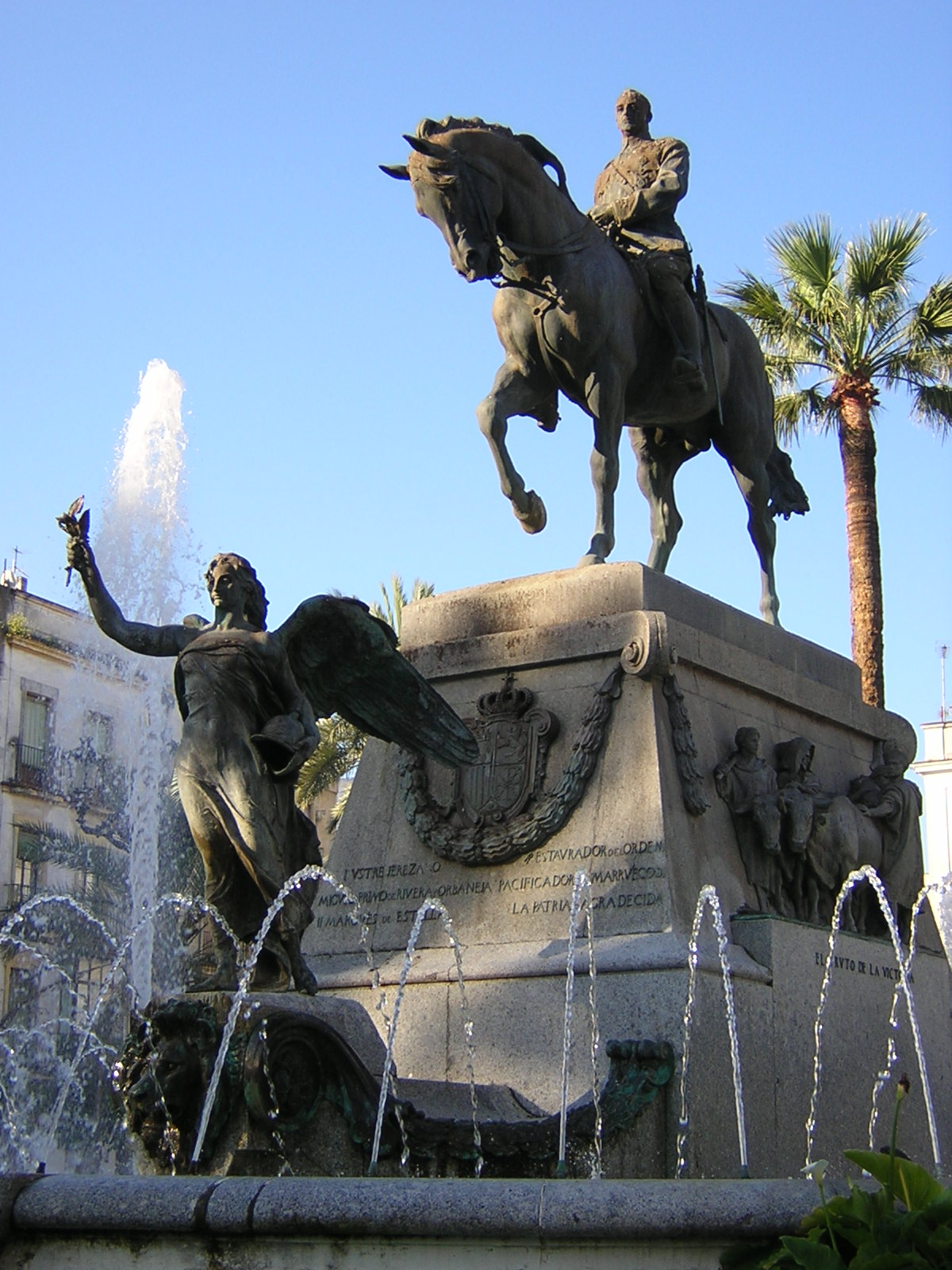
Socha Miguela Prima de Rivery v Jerezu de la Frontera